# The Walt Disney Company

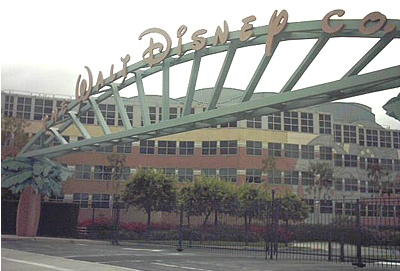
Studia Walta Disneyho, sídlo dnešní The Walt Disney Company

The Walt Disney Company (často zkráceně Disney) je americký nadnárodní mediální a zábavní konglomerát se sídlem v Burbanku v Kalifornii. Založili ho bratři Walt a Roy Disneyovi 16. října 1923 jako původně animované studio Disney Brothers Studio, později Walt Disney Productions. Brzy se The Walt Disney Company stala jedním z největších hollywoodských studií (Walt Disney Pictures, Pixar, Marvel, Lucasfilm a 20th Century Fox) a vlastníkem několika televizních stanic včetně ABC a ESPN. První a nejznámější animovaná postavička studia Disney, Mickey Mouse, je oficiální maskot The Walt Disney Company.
Společnost je od 6. května 1991 součástí Dow Jones Industrial Average.

## Historie společnosti

### 1923–1928: Hluché období
Na začátku roku 1923 vytvořil animátor Walt Disney krátký film pojmenovaný Alice's Wonderland, který uváděla mladá herečka Virgina Davisová v interakci s animovanými postavami. Po bankrotu své předchozí firmy roku 1923 se Walt Disney vydal do Hollywoodu, kde se připojil ke svému bratrovi Royi O. Disneymu. Filmový distributor Margaret J. Winkler z M.J. Winkler Productions v té době zkontaktovala oba bratry Disneye, aby je seznámila se svým zájmem o celou sérii Alice Comedies. Platila jim $1,500 za jeden filmový kotouč. V témže roce se Walt a Roy rozhodli založit Disney Brothers Cartoon Studio. Po Alici následovaly další animované filmy. V lednu 1926 se s dokončením studia na Hyperion Street změnil název společnosti na Walt Disney Studio. Po ukončení Alice Comedies vyrobil Disney animovaný seriál v hlavní roli s jeho vůbec první postavičkou se jménem "Oswald the Lucky Rabbit" (Šťastný králík Oswald). Distribuovala ho společnost Winkler Pictures prostřednictvím Universal Pictures. Na Oswalda si bohužel nárokoval autorská práva distributor, a tak Disney vydělal jen pár set dolarů. Disney stihl do února 1928 dokončit jen 26 krátkých filmů s Oswaldem, pak mu vypršela smlouva, distribuční společnost převzal manžel Winklerové, Charles Mintz. Poté, co se mu nepodařilo získat kontrolu nad Walt Disney Studio, si Mintz najal čtyři Disneyho hlavní animátory s výjimkou Ub Iwerkse, který založil své vlastní animační studio a tvořil Snappy Comedies.

### 1928–1934: Myšák Mickey a Silly Symphonies
Roku 1928, s cílem najít náhradu za ztraceného Oswalda, přišel Disney během cesty vlakem mířícím do Kalifornie s nápadem nové postavy – myši – se jménem Mortimer. Ve vlaku nakreslil pár jednoduchých náčrtků. Myš později Disney přejmenovat na Mickey Mouse z iniciativy jeho manželky, které se zdálo jméno Mortimer příliš chladné a sedící spíš na krysu, než na roztomilou myš. Od té doby si Mickey zahrál v několika filmech, které produkoval sám Walt, a v současné době vystupuje v seriálu Mickeyho Klubík. Vůbec první Mickeyho vzhled navrhl Ub Iwerks, který se k Disneymu vrátil. V Disneyho vůbec prvním filmu se zvukem, Steamboat Willie, hrál hlavní roli právě Mickey Mouse. Uveden byl 18. listopadu 1928 prostřednictvím distribuční společnosti Pata Powerse. Další animované filmy se zvukem následovaly, byly to Plane Crazy a The Gallopin' Gaucho. Z filmu Steamboat Willie se stal okamžitý hit a jeho počáteční úspěch byl přičítán nejen Mickeymu, jakožto dokonalé postavě, ale hlavně tomu, že se jednalo o první animovaný film se zvukem. Disney použil Cinephone system Pata Powerse, který vytvořil Powers na základě Lee De Forest's Phonofilm system. Steamboat Willie měl premiéru v divadle B. S. Moss's Colony v New York City, které se dnes jmenuje divadlo Broadway. Plane Crazy a The Galloping Gaucho byly znovu-uvedeny roku 1929 se synchronizovanými stopami.
Disney pokračoval s produkováním animovaných filmů s Mickey Mousem a dalšími postavičkami. Rovněž zahájil tvorbu série Silly Symphonies, kterou distribuovala společnost Columbia Pictures. Distributorem tohoto pořadu se stala podpisem smlouvy v srpnu 1929. V září 1929 přišel divadelní manažer Harry Woodin s požadavkem na založení klubu Mickeyho Mouse, který Walt schválil. 16. prosince došlo k reorganizaci Disneyho podniku. Walt Disney Studio bylo přejmenováno na Walt Disney Productions, Limited (s ručením omezeným), pod které spadala divize Walt Disney Enterprises sloužící k prodeji a správě licencí k reklamním předmětům, a dvě pobočky, Disney Film Recording Company, Limited a Liled Realty and Investment Company pro správu realit. Walt a jeho manželka vlastnili 60 % (6000 akcií) a Roy vlastnil 40 % společnosti Walt Disney Productions. 30. prosince začal ve vůbec prvních novinách New York Mirror s Waltovým povolením vycházet komiks s Mickey Mousem.
V roce 1932 podepsal Disney exkluzivní smluvní kontrakt s firmou Technicolor (platil do konce roku 1935) k výrobě barevných animovaných filmů. Vůbec prvním barevným počinem se stalo Flowers and Trees ze Silly Symphonies (1932).

### 1934-1945: Sněhurka a sedm trpaslíků a druhá světová válka
Plně rozhodnut posunout hranice animace zase o něco dál začal Disney v roce 1934 pracovat na svém prvním celovečerním filmu. Za tři roky práce spatřila světlo světa v premiéře v prosinci 1937 Sněhurka a sedm trpaslíků, toho času nejvýdělečnější film vůbec. Sněhurku distribuovala společnost RKO Radio Pictures, která si distribuci Disneyho filmu vzala na starosti v červnu 1937, poté co se United Artists pokoušely získat televizní práva na Disneyho budoucí kraťasy.
Výdělkem ze Sněhurky Disney financoval stavbu nového komplexu filmových studií v Burbanku v Kalifornii, velký rovných 210 000 m². Nové Walt Disney Studios, které jsou sídlem společnosti dodnes, byly dokončeny a otevřeny k podnikání na konci roku 1939. 2. dubna následujícího roku měla Disneyho společnost Walt Disney Pictures první veřejnou nabídku akcií a slavnostně vstoupila na burzu.
Studio pokračovalo s tvorbou animovaných krátkých filmů a celovečerních filmů, jako jsou Pinocchio (1940), Fantasia (1940), Dumbo (1941) a Bambi (1942). Se začátkem druhé světové války zisky poklesly. Když Spojené státy vstoupily do války po japonském útoku na americkou základnu Pearl Harbor, bylo mnoho z Disneyho animátorů povoláno do Armády USA. Americká a kanadská vláda pověřila studio výrobou školících a propagandistických filmů. V roce 1942 zhruba 90 % z 550 zaměstnanců pracovalo na projektech s válečnou tematikou. Filmy jako Victory Through Air Power a krátký film Education for Death (oba 1943) měly zvýšit veřejnou podporu válečného úsilí. Dokonce i hlavní postavy studia se zapojily do těchto válečných animovaných filmů. Příkladem je kačer Donald, který se objevil v řadě komických propagandistických krátkých filmech, například v Der Fuehrer's Face (1943), který vyhrál Oscara.

### 1946-1954: Poválečné období a rozmach televize

Logo The Coca-Cola Company

S omezeným počtem zaměstnanců a malým kapitálem během a po válce, Disney produkoval ve 30. letech tzv. "balíčkové filmy", nebo kolekce krátkých filmů, jako jsou The Three Caballeros (1944) a Melody Time (1948), které, co se výdělku týče, úplně propadly. Současně začalo studio vyrábět hrané filmy a dokumenty. Song of the South (1946) a So Dear to My Heart (1948) byly populární animované filmy, zatímco hraná série True-Life Adventures, která obsahovala filmy jako Seal Island (1948) a The Vanishing Prairie (1954), se u publika také staly oblíbenými kousky tehdejší doby.
Premiéra filmu Popelka v roce 1950 dokázala, že na trhu je po celovečerní animované snímky stále zájem. Další premiéry v tomto období byly například Alenka v říši divů (1951) a Petr Pan (1953), oba vyrobeny už před válkou, a Disneyho první hraný celovečerní film, Treasure Island (1950). Mezi další z prvních hraných Disneyho filmů patří The Story of Robin Hood a His Merrie Men (1952), The Sword and the Rose (1953), a 20,000 Leagues Under the Sea (1954). Disney v roce 1953 ukončil smlouvu o distribuci s RKO a založil svoji vlastní distribuční společnost Buena Vista Distribution.
V prosinci 1950 se společnosti Walt Disney Productions a The Coca-Cola Company spojily a společně podnikly Disneyho první "výlet" do televize ve formě speciálu An Hour in Wonderland (Hodina v říši divů) na NBC. V říjnu 1954 měl na televizi ABC premiéru Disneyho první pravidelný televizní seriál, Disneyland, který se počítá mezi nejdelší pořady vysílané v prime timu všech dob. Disneyland se stal Disneyho platformou pro vysílání nových i starších výtvorů, a ABC se stalo Disneyho partnerem při financování a přípravě Disneyho nového riskantního podniku, který se měl nacházet uprostřed oranžového hájku poblíž města Anaheim, Kalifornie. Jednalo se o první fázi dlouhého firemního vztahu, který, což nemohl toho času nikdo předpovídat, vedl k Disneyho akvizici mediální sítě ABC, která proběhla o čtyři desetiletí později.

### 1955-1965: Disneyland

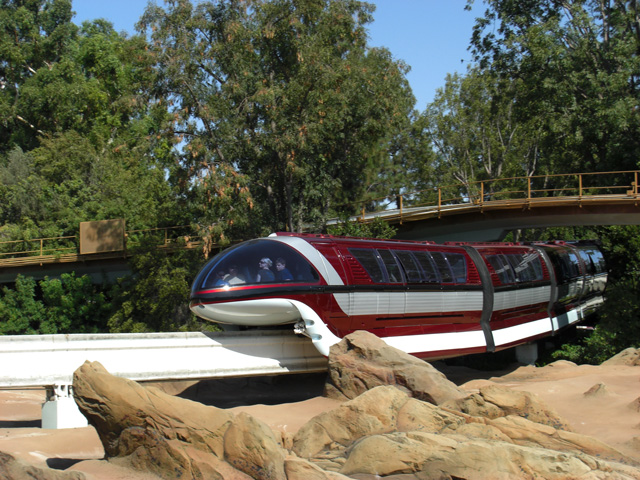
Disneyland Monorail System, první americká jednokolejnicovka

V roce 1954 používal Walt Disney seriál Disneyland k ukázkám toho, jak by mohl ten pravý Disneyland vypadat. Toužil vytvořit místo, kde by se bavili rodiče i děti zároveň. Dne 18. července 1955 Walt Disney otevřel Disneyland široké veřejnosti. Den předtím, 17. července 1955, se z Disneylandu vysílalo živě, aby nalákali co nejvíce lidí. Pořad moderovali Art Linkletter a Ronald Reagan. I přes nejistý začátek začal Disneyland růst a lákal návštěvníky z celé země a celého světa. Hlavní rozšíření parku v roce 1959 zahrnovalo také první americkou nadzemní jednokolejnicovou dráhu.
Na světový veletrh New York World's Fair 1964 si Disney připravil čtyři samostatné stánky s atrakcí, z nichž by každý dokázal přilákat sponzory do Disneylandu. Současně Walt Disney také hledal příhodné místo pro druhý zábavní park. V listopadu 1965 bylo ohlášen "Disney World", místo se zábavními parky, hotely a modelovým městem na tisících akrech zakoupených za městem Orlando na Floridě.
Disney byl v 50. letech stále zaměřený i na své televizní talenty. Každý všední den se vysílal televizní pořad The Mickey Mouse Club, kde hráli hlavní roli "Mouseketeers" (Myšketýři), a který měl při své premiéře v roce 1955 velký úspěch. Stejně tak minisérie Davy Crokett, v hlavní roli s Fessem Parkerem, vysílaná v pásmu pořadů Disneyland. O čtyři roky později nabíral na popularitě seriál Zorro. Na ABC se odvysílaly dvě série, včetně dvou epizod v bloku Disneyland. Při takovém úspěchu Walt Disney Productions přidali investice do televizní tvorby. Počítalo se s dalším dlouhotrvajícím blokem pořadů, později známý jako The Wonderful World of Disney.
V tomto období zůstávaly zaneprázdněna i Disneyho filmová studia, která produkovala v průměru pět až šest filmů za rok. Zatímco krátkých filmů v letech 1950–1960 výrazně ubylo, studio vydalo několik populárních celovečerních filmů, jako Lady a Tramp (1955), Šípková Růženka (1959) a 101 dalmatinů (1961), které opět o něco posunuly možnosti animace. Disneyho hrané snímky byly rozděleny do několika žánrů, včetně historické beletrie (Johnny Tremain, 1957), adaptací na dětské knížky (Pollyanna, 1960 a novodobé komedie The Snaggy Dog, 1959). Disneyho nejúspěšnější film 60. let je napůl hraná, napůl animovaná muzikálová adaptace Mary Poppins, která se hodně dlouho držela na předních příčkách nejvýdělečnějších filmů. Vyhrála dokonce pět Oscarů, včetně kategorie nejlepší herečka v hlavní roli pro Julie Andrewsovou.

### 1966-1971: Smrt Walta a Roye Disneyových a otevření Walt Disney World
15. prosince 1966 zemřel Walt Disney na komplikace způsobené rakovinou plic. Vedení společnosti převzal bratr Roy O. Disney, který zastával funkce předsedy představenstva, CEO a prezidenta najednou. Jeden z jeho prvních kroků bylo přejmenování parku Disney World na Walt Disney World na počest svého bratra a jeho vize.
V roce 1967 byly premiérovány dva poslední filmy, na které měl Walt přímý vliv. Byl to animovaný celovečerní film Kniha džunglí a muzikál The Happiest Millionaire. V 70. letech studio vydalo několik komedií, jako například The Love Bug (nejvýdělečnější film roku 1969) a The Computer Wore Tennis Shoes (1969), kde hrál další z Disneyho mladých objevů, Kurt Russell. 80. léta Disney zahájil premiérou prvního "post-Waltovského" celovečerního animovaného filmu, Aristokočky, které vedly k návratu k fantasy muzikálům, jakým byl roku 1971 například Bedknobs and Broomsticks. Blackbeard's Ghost se stal dalším úspěšným filmem, který byl premiérován v tomto období.
1. října 1971 byl Walt Disney World slavnostně otevřen veřejnosti. Roy Disney se do druhého parku osobně podíval až za měsíc. 20. prosince 1971 zemřel Roy Disney na mrtvici. Společnost přešla pod vedení Donna Tatuma, Carda Walkera a Waltova zetě Ronna Millera. Všichni prošli zaškolením od Walta a Roye.

### 1972-1984: Stagnace kin a nástup nového vedení
Zatímco Walt Disney Production i v 70. letech pokračovala v uvádění rodinných filmů, jako byly Escape to Witch Mountain (1975) a Freaky Friday (1976), filmy u pokladen nedopadly tak dobře, jako jejich předchůdci. Animační studio nicméně zaznamenalo úspěch s filmy Robin Hood (1973), The Rescuers (1977) a Lišák a pes (1981).
Jako vedoucí studia se Miller pokoušel zaměřit se také na ziskový trh s teenagerskou cílovou skupinou, kteří se obvykle sledování Disneyho filmů vyhýbali. Inspirováno popularitou Hvězdných válek vyprodukovalo Disneyho studio sci-fi dobrodružství The Black Hole (1979), které vydělalo $20 milionů, ale ztratilo se ve stínu Hvězdných válek. The Black Hole byl Disneyho první film s hodnocením PG ve Spojených státech amerických. Disney občas zabrousil i do hororového žánru (The Watcher in the Woods) a financoval odvážného a inovativního Trona; oba filmy se bohužel propadly.
Disney také najal producenty pro filmové projekty, na které by se v historii studia ani nepomyslelo. V roce 1979 Disney a Paramount Pictures spolupracovali na výrobě filmové adaptace Popeye and Dragonslayer (1981); jednalo se o první spolupráci s cizím studiem. Paramount v této době distribuoval Disneyho filmy v Kanadě - doufalo se, že Disneyho marketinková prestiž by mohla zajistit lepší prodej.
Roku 1983 začala premiérováním Mickey's Christmas Carol řada úspěšných filmů, počínaje Never Cry Wolf a filmová adaptace Raye Bradburyho Something Wicked This Way Comes. V roce 1984 vytvořil Disneyho CEO Ron Miller značku Touchstone Pictures pro výrobu filmů pro dospělé. Prvním filmem od Touchstone byla komedie Splash (1984), která zaznamenala kasovní úspěch.
S přetrvávajícím pořadem The Wonderful World of Disney v prime-timeovém čase se Disney v 70. letech vrátil k televizi s novým seriálem The Mouse Factory a krátkým oživením Mickey Mouse Club. Roku 1980 Disney otevřel divizi Walt Disney Home Video k distribuci videokazet, které se začaly pomalu rozmáhat. 18. května 1983 zahájil svoje vysílání Disney Channel jako placený kanál v kabelové televizi, který vysílal pro celé USA filmy a TV seriály z Disneyho rozsáhlé knihovny, spolu s původním programem a rodinnými pořady od třetích stran.
Walt Disney World získal v letech 1970–1980 hodně pozornosti. V roce 1978 Disneyho manažeři oznámili plán na druhý zábavní park ve Walt Disney World, EPCOT Center, který byl otevřen v říjnu 1982. Inspirován snem Walta Disneyho o futuristickém modelu města, byl EPCOT Center postaven jako "stálá světová výstava", postavená díky sponzorům předních amerických firem. Většina národů odlišných kultur měla v parku svůj pavilon. V Japonsku spolupracovala společnost Oriental Land ve Walt Disney Productions na postavení prvního Disneyho zábavního parku mimo Spojené státy, Tokyo Disneyland, který byl otevřen v dubnu 1983.
I přes úspěch Disney Channel a nových zábavních parků byly Walt Disney Productions finančně zranitelné. Jeho filmová knihovna byla cenná, ale jeho vedení nebylo schopné udržet krok s ostatními studii, zvláště pak s prací Dona Blutha, který Disneyho v roce 1979 předběhl.
Na začátku 80. let tvořily parky 70% Disneyho celkových příjmů.
Roku 1984 spustila společnost Realiance Group Holdings finančníka Saula Steinberga nepřátelskou nabídku na převzetí Walt Disney Productions, s úmyslem zrušení společnosti a rozprodejem jejích jednotlivých aktiv. Disney koupil 11,1% podíl v Reliance. Nicméně, další akcionář podal žalobu s prohlášením, že obchod devalvoval Disneyho akcie, aby si Disneyho management zachoval svoji pozici na trhu. Soudní spor byl vyřešen roku 1989, kdy akcionář dostal od Disneyho a Reliance celkem $45.

### 1984-2004: Eisnerova éra

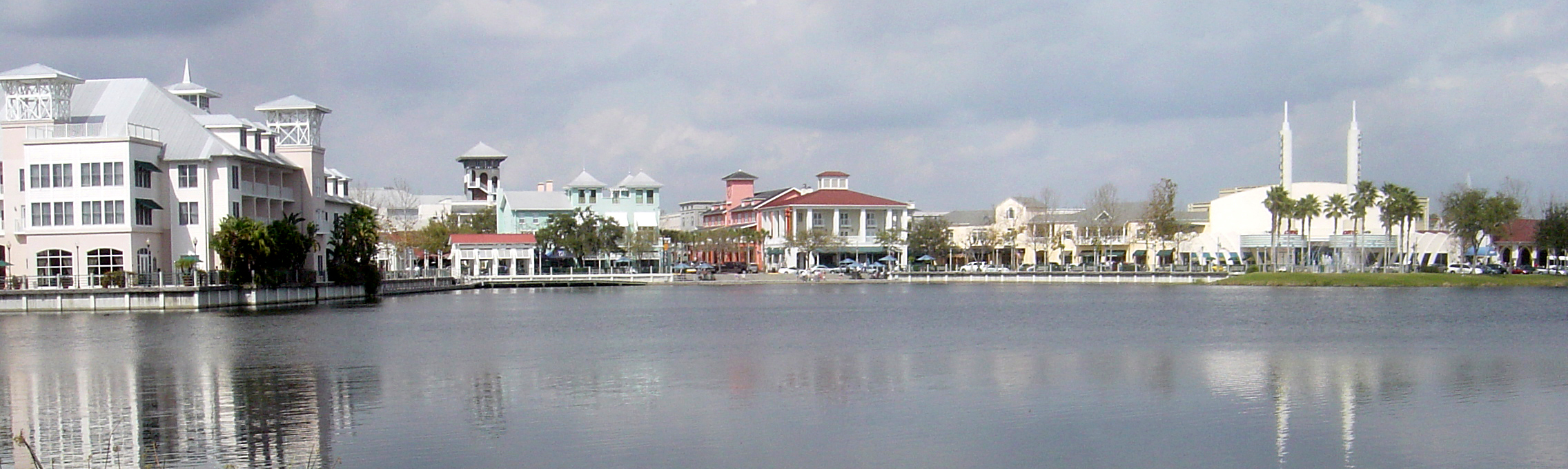
Pohled na centrum Celebration, Florida: město bylo navrženo The Walt Disney Company.

Když rodina Sida Basse získala 18,7 % Disneyho akcií, dosadil Bass a představenstvo Michaela Eisnera z Paramount Pictures ve funkci generálního ředitele (CEO) a Franka Wellse z Warner Bros. ve funkci prezidenta The Walt Disney Company. Eisner vyzdvihl důležitost filmů Touchstone Pictures; v této době měl premiéru Down and Out in Beverly Hills (1985), a jeho úspěch vedl i ke zvýšení tržeb u filmů Outrageous Fortune, Tin Men, Ruthless People a dalších hitů. Eisner využil stále se rozšiřující kabelové trhy a domácí videa k uzavření smlouvy s použitím Disneyho seriálů a filmů se Showtime Networks pro Disneyho/Touchstone trvající do roku 1996, což vedlo mimo jiné k zajištění prodeje a distribuce seriálů, jako například The Golden Girl, více televizním stanicím. Disney na konci 80. let začal s limitovaným vydáváním svým předchozích filmů. Disney za Eisnera koupil KHJ, nezávislou televizní stanici v Los Angeles, Kalifornii.
Roku 1985 se zorganizovalo financování filmů pro Walt Disney Company společností Silver Screen Partners II, která poskytla rovných $193 milionů. V lednu 1987 začal Silver Screen III financovat další film pro Disneyho se zvýšeným objemem financí $300 milionů, které byly limitovány partnerstvím s E.F. Huttonem. Silver Screen IV také připravil financování Disneyho studií.
Počínaje filmem Falešná hra s králíkem Rogerem (1988), a později, Malou mořskou vílou (1989), se Disneyho vlajkové studio setkalo s řadou komerčních a kritických úspěchů. Kromě toho společnost také úspěšně vstoupila na pole televizní animace s řadou finančně náročných a uznávaných seriálu, jako například Gumídci, Kačeří příběhy a Gargoyles. Disney se v roce 1988 dostal na přední příčky v tržbách a každý rok zvyšoval svůj obrat o 20 %.
V "Disneyho dekádě", jak The Walt Disney Company pojmenovala 90. léta 20. století, se nejvyšší představitelé společnosti snažili dostat ji do nových výšin, zajistit to měly velké změny a nasvědčovaly tomu především úspěchy, které firma zaznamenala. V září 1990 zařídila společnost Disney financování ($200 milionů) pro filmy od Interscope vyrobených pro Disney, které plynulo z finanční skupiny Nomura Securities. K 23. říjnu utvořil Disney skupinu Touchwood Pacific Partners I, která tvořila primární zdroj příjmů, a která nahradila Silver Screen Partnership.
V roce 1991 tvořily hotely, distribuce domácího videa a Disneyho merchandising 28 % z celkového obratu společnosti; v mezinárodním obratu 22 % procent. Společnost v prvním kvartálu roku 1991 svým studiím vyrobit do roku 1992 celkem 25 filmů. Nicméně, roku 1991 příjmy klesly o 23% a nebyl zaznamenán žádný růst, ale úspěchem se stal film Kráska a zvíře, držitel 2 Oscarů a nejvýdělečnější film v dané cílové skupině. Disney se zacílil také na vydávání knih a časopisů dceřinou společností Hyperion Press a na hudbu pro dospělé svým hudebním vydavatelstvím Hollywood Records (dnes vydává hudbu pro teenagery), zatímco Disney Imagineering musel propustit 400 svých zaměstnanců.
Disney také rozšířil své pole působnosti na dospělejší publikum, poté co předseda Disneyho studií Jeffrey Katzenberg v roce 1993 rozhodl o akvizici studia Miramax Films.
Wells (prezident) zemřel v roce 1994 při letecké nehodě. Krátce nato Katzenberg rezignoval a vytvořil konkurenční studio pro Walt Disney Pictures s názvem Dreamworks SKG, protože Eisner ho nejmenoval na nyní uvolněné Wellsovo místo, navíc se Katzenberg soudil kvůli podmínkám ve své smlouvě. Místo toho Eisner raději do funkce prezidenta dosadil svého kamaráda Michaela Ovitze, jednoho ze zakladatelů Creative Artists Agency, ovšem s minimální podporou od představenstva (ve kterém v té době byl i herec, výherce Oscara, Sidney Poitier, generální ředitel Hilton Hotels Corporation Stephen Bollenbach, bývalý americký senátor George Mitchell, děkan univerzity Yale Robert A. M. Stern a Eisnerovi předchůdci Raymond Watson a Card Walker). Ovitzovo působení v roli prezidenta trvalo pouhých 14 měsíců, Disneyho opustil v prosinci 1996 kvůli "no fault termination" s odstupným ve výši $38 milionů v hotovosti a vydáním tří milionů akcií, v té době s hodnotou zhruba $100 milionů. Ovitzova epizoda odstartovala dlouho trvající neoriginální soudní spor, který byl definitivně vyřešen teprve v červnu 2006, téměř o 10 let později. Předseda delawarského soudu William B. Chandler, III, popisuje Eisnerovo chování jako takové, které "spadá daleko za meze, které akcionáři očekávají a požadují od toho, kterému byla svěřena takováto důvěrná funkce…". Nicméně, Eisner a zbytek Disneyho představenstva se podle rozsudku neprovinili proti liteře zákona.
Eisner se roku 1994 pokusil od GE koupit NBC, ale nákup se nezdařil, protože GE si chtělo udržet 51 % podíl ve vlastnictví sítě. Disneymu se však během desetiletí podařilo koupit jiné mediální zdroje, včetně American Broadcasting Company roku 1995, která zahrnovala také A&E Television Networks and síť ESPN.
V roce 1998 začal Disney působit na poli internetu nákupem Starwave a 43 % Infoseek. V roce 1999 Disney nakoupil zbývající akcie Infoseeku a v lednu spustil internetový portál Go. Disney rovněž začal provozovat svoji lodní výletní linku pokřtěním lodě Disney Magic a její sestry, Disney Wonder. Disney pod svoje křídla získal rovněž dva profesionální sportovní týmy, Mighty Ducks of Anaheim a Anaheim Angels.
Stále se také vlekl Katzenbergův případ, jehož smlouva obsahovala část příjmů z finančního obratu filmů z vedlejších trhů navždy. Katzenberg nabídl $100 k urovnání případu, ale Eisnerovi připadala jeho žádost na půl miliardy dolarů příliš vysoká, poté byl však nalezen dodatek o vedlejších trzích. Disneyho právníci se snažili naznačovat úpadek, který společnost postihl, ale díky které se přišlo na některé problémy. ABC klesalo hodnocení a zvyšovaly se náklady, zatímco filmový segment zažil dva fatální propady. Žádná strana ukončeného soudního sporu neprozradila vypořádací částku, ale odhad činí $200 milionů.
Eisnerův plachý styl řízení společnosti vyvolal řadu kritiky, zatímco ostatní odborníci na zábavní průmysl tvrdili, že je to "věkové stěsnání", které vedlo k poklesu pozice podniku na cílovém trhu, protože děti se začínají chovat jako teenageři dříve.
Rok 2001 přinesl zvýšení obratu o 9 % a čistého příjmu o 39 % s ABC a ESPN v čele, a parky a resorty hned v závěsu, které zažívaly už šestý rok růstu. Nicméně teroristické útoky z 11. září 2001 vedly k plošnému útlumu dovolených v cizině a vedly k recesi. Recese vedla k poklesu obratu ABC. Navíc Eisner dovedl společnost k drahému nákupu sítě Fox Family Worldwide od News Corporation a Haima Sabana. Rok 2001 byl rokem snižování stavů, což vedlo mimo jiné i k propuštění 4000 zaměstnanců, omezení provozu Disneylandů osekání investic pro hrané filmy a k minimalizaci aktivit na internetu. I když se obrat roku 2002 mírně snížil, čistý zisk vzrostl na $1,2 miliard se dvěma filmovými hity. V roce 2003 se stalo studio prvním, které překročilo $3 miliardy v mezinárodním měřítku.

#### "Zachraňte Disneyho" a Eisnerův odchod

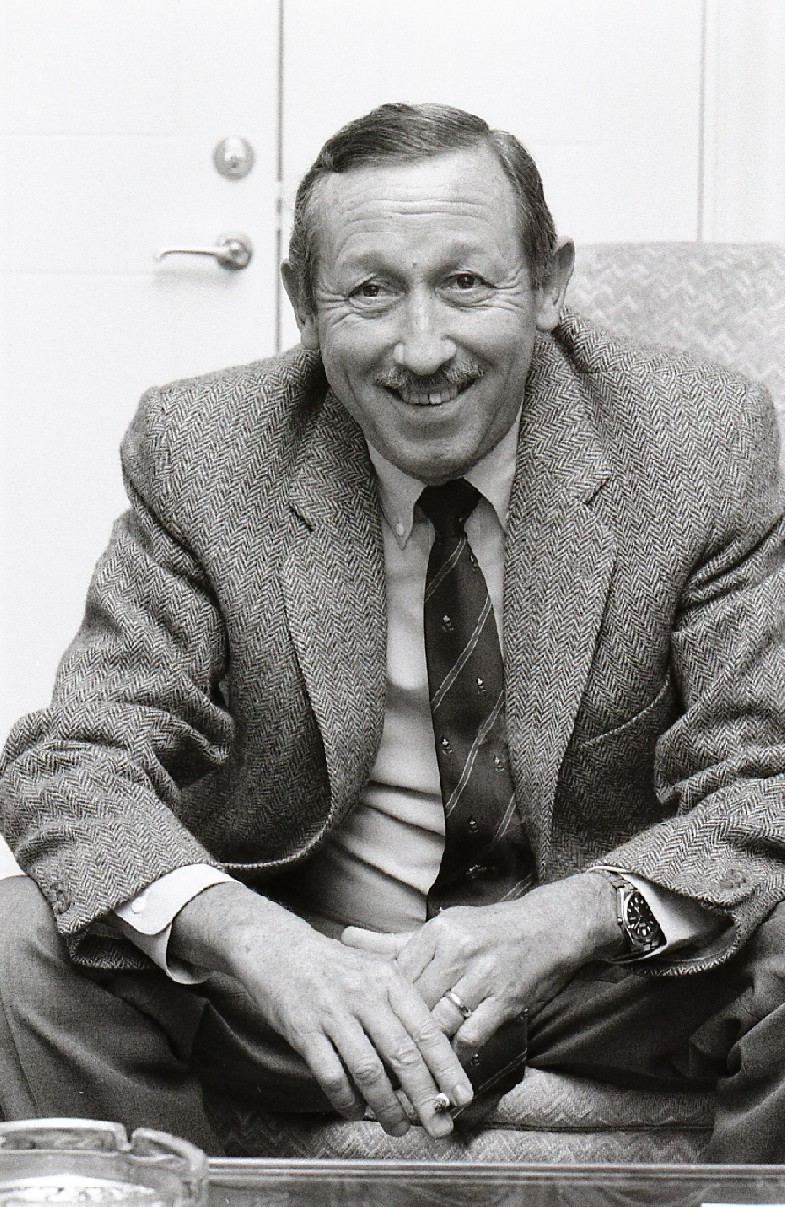
Roy E. Disney, syn Roye O. Disneyho.

Eisner chtěl, aby představenstvo zabránilo opětovnému jmenování Roye E. Disneyho, syna spoluzakladatele společnosti Roye O. Disneyho, předsedou představenstva; jako záminku si našel jeho věk (72 let), ve kterém se běžně odcházelo do důchodu. Stanley Gold pohrozil, že odejde z představenstva a přiměje ostatní členy k sesazení Eisnera. V roce 2003 Disney rezignoval ze své funkce firemního zástupce předsedy a předsedy Walt Disney Feature Animation a obvinil Eisnera z micromanagementu, propadu televizí ABC u diváků, rozpačitosti v byznysu týkajícího se zábavních parků, změnu Walt Disney Company v "chamtivou, málo morální" společnost, a odmítal zřízení jasného nástupnického plánu, jakož i z řady kasovních propadáků na začátku roku 2000.
V roce 2004 se Pixar Animation Studios po dvanáctiletém kontraktu s Disneym začaly poohlížet po jiném distributorovi, jelikož vztahy s Disneym se kvůli problematice kontroly a peněz s Eisnerem napnuly. Comcast Corporation podala nevyžádanou nabídku $54 miliard k akvizici The Walt Disney Company. Řada filmů s vysokým rozpočtem finančně propadla. S těmito problémy a s řadou nespokojených členů představenstva Eisner postoupil funkci předsedy představenstva.
3. března 2004 se na Disneyho výročním setkání akcionářů 45 % Disneyho akcionářů, shromážděných převážně Stanley Goldem a Royem E. Disneym, vyslovilo proti znovuzvolení Eisnera do čela představenstva. Disneyho představenstvo poté zvolilo jako svého předsedu George Mitchella a okamžitě sesadilo Eisnera z funkce generálního ředitele (CEO).
13. března 2005 byl jako Eisnerův nástupce jako generální ředitel oznámen Bob Iger. 30. září Eisner rezignoval na funkci manažera a člena představenstva.

### 2005-nyní: Igerova éra

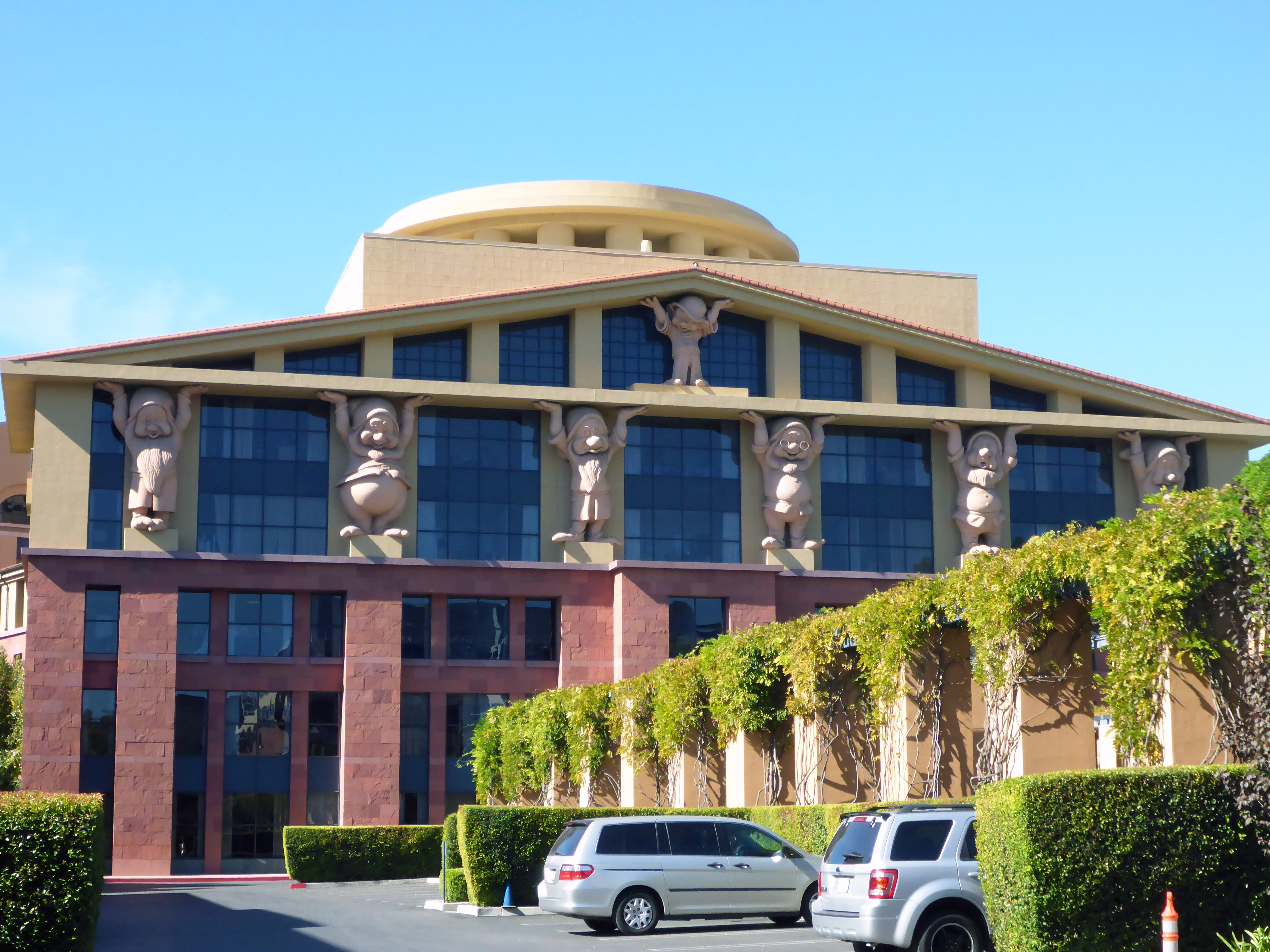
Budova Team Disney v Burbanku, Kalifornii, hlavní sídlo The Walt Disney Company.

8. července 2005 se synovec Walta Disneyho, Roy E. Disney, vrátil do The Walt Disney Company jako konzultant a byl mu udělen titul emeritního ředitele bez hlasovacího práva. Divize Walt Disney Parks and Resorts 17. července oslavila 50. výročí vzniku parku Disneyland Resort. 12. září se otevřel Hong Kong Disneyland v Hongkongu, bývalé britské kolonii. Walt Disney Studios Motion Pictures ohlásili film Strašpytlík, první Disneyho film vytvořený pomocí 3D technologie. 1. října nahradil Bob Iger na pozici generálního ředitele (CEO) Michaela Eisnera. Spoluzakladatelé studií Miramax Bob Weinstein a Harvey Weinstein společnost také opustili a vydali se budovat nové vlastní studio. 25. července 2005 Disney oznámil, že v říjnu 2006 uzavře DisneyToon Studios Australia po jejich sedmnácti letech existence.
V roce 2006 po několikaletých sporech Disney konečně koupil zpátky postavu Oswald the Lucky Rabbit, předchůdce Mickey Mouse. S vědomím, že Disneyho vztah ke studiím Pixar je velice úzký, zahájil prezident a CEO Bob Iger jednání s vedením Pixar Animation Studios, Stevem Jobsem a Edem Catmullem o případné budoucí fúzi. 23. ledna 2006 bylo oznámeno, že Disney za Pixar zaplatí vydáním akcií v celkové hodnotě $7.4 miliard. Obchod byl dokončen 5. května a mezi nejpozoruhodnější výsledek tohoto nákupu patří Steve Jobs, bývalý CEO Pixaru, který se díky jeho prodeji stal se svým podílem 50,1% akcií většinovým podílníkem v The Walt Disney Company a členem představenstva. Ed Catmull se ujal role prezidenta Pixar Animation Studios. Bývalý výkonný viceprezident Pixaru, John Lasseter, se stal šéfem (CCO) jak Walt Disney Animation Studios, tak Pixar Animation Studios, také se zhostil funkce Principal Creative Advisor ve Walt Disney Imagineering.
Po dlouhém pracovním zapojení ve společnosti jako výkonný vedoucí a velký akcionář, rovněž emeritní ředitel, zemřel Roy E. Disney 16. prosince 2009 na rakovinu žaludku. V době jeho smrti vlastnil zhruba 1 % ze celkového počtu akcií společnosti, který činil téměř 16 milionů. Je považován za posledního člena Disneyho rodiny, který se aktivně podílel na chodu společnosti a na práci ve společnosti vůbec.
31. srpna 2009 Disney oznámil nákup společnosti Marvel Entertainment za rovných $4.24 miliard. Obchod byl dokončen 31. prosince 2009, kdy Disney nad podnikem získal plnou kontrolu. Disney ubezpečil, že jeho nákup nebude mít žádný vliv na produkty Marvelu, a že se nedotkne žádné z několika tisíců postav, na něž nákupem získal právo.
V říjnu 2009 nahradil prezident Disney Channel Rich Ross, kterého si přivedl Iger, Dicka Cooka jako předsedu společnosti; v listopadu začala restrukturalizace, která obnášela především větší orientaci na produkty pro rodiny s dětmi. Později v lednu 2010 se Disney rozhodl po útlumu studia Touchstone ukončit veškeré aktivity studií Miramax, a o měsíc později začal prodávat značky Miramaxu a tituly z jeho knihovny obnášející přes 700 filmů. 12. března skončila společnost Roberta Zemeckise, ImageMovers Digital, kterou Disney koupil v roce 2007. V dubnu 2010 ukončilo svoji aktivitu hudební vydavatelství Lyric Street Records, Disneyho countryové hudební studio v Nasvillu. V květnu 2010 společnost prodala značku Power Rangers, společně s jeho 700 epizodami, zpět Haimu Sabanovi. V červnu se společnost rozhodla ukončil filmový projekt Jerryho Bruckheimera Killing Rommel. V lednu 2011 se snižovaly stavy v divizi Disney Interactive Studios. V listopadu Disney prodal dvě stanice pod hlavičkou ABC. S premiérou filmu Na vlásku v roce 2010 Ed Catmull řekl, že "princeznovský" žánr měl pauzu, dokud "někdo nepřišel a nerozjel to … ale nemá žádné další postavy nebo příběh, který bychom uvedli." Vysvětlil, že se snaží filmy s princeznami omezit z důvodu změny ve složení publika a jeho preferenci. Nicméně na své stránce na Facebooku Ed uvedl, že se jednalo jen o drby.

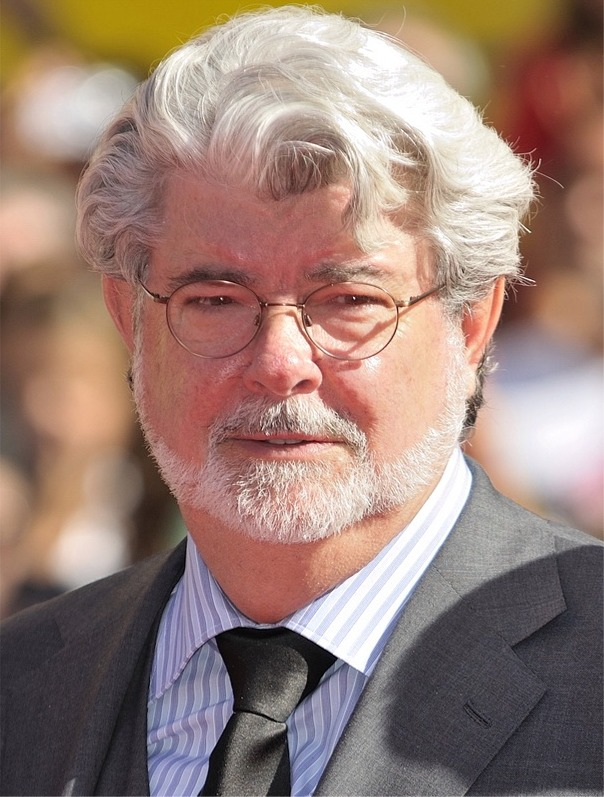
George Lucas, zakladatel Lucasfilmu a autor Star Wars

V dubnu 2011 Disney připravil pozemek na stavbu Shangai Disney Resort. Obří letovisko, jehož stavba stála Disneyho $4.4 miliard, má být podle plánu otevřeno v roce 2015. Později, v srpnu 2011, Bob Iger na tiskové konferenci oznámil, že po úspěšných nákupech Pixaru a Marvelu, se on a Walt Disney Company dívají po "další koupi buďto nových postav nebo podniků, které jsou schopny vytvářet skvělé postavy a skvělé příběhy." Za několik měsíců, v únoru 2012, Disney dokončil akvizici společnosti UTV Software Communications, díky které ještě více rozšiřuje své pole působnosti do Indie a Asie.
30. října 2012 Disney oznámil, že plánuje koupit Lucasfilm za $4.05 miliard s plánem na natočení Star Wars: Epizoda 7. Ta by měla mít premiéru v roce 2015. Dne 4. prosince 2012 byla fúze Disney-Lucasfilm schválena Federální obchodní komisí, která rovněž oznámila, že akvizice může proběhnout bez řešení antimonopolních problémů. 21. prosince 2012 byl obchod dokončen a Lucasfilm se stal plně vlastněnou dceřinou společností The Walt Disney Company.
5. února 2015 společnost oznámila, že na pozici chief operating officer (COO) byl jmenován Tom Staggs, který v The Walt Disney Company pracuje od roku 1990 a sehrál klíčovou roli při akvizici Marvelu.
V prosinci 2017 bylo oznámeno, že The Walt Disney Company odkoupí za 52,4 miliardy dolarů většinu aktivit společnosti 21st Century Fox, včetně některých televizních stanic a filmového studia 20th Century Fox. Transakce byla oficiálně uzavřena 20. března 2019.

## Divize a pobočky

### Media Networks
- ESPN
- Disney-ABC Television Group
- ABC Entertainment Group
- ABC News

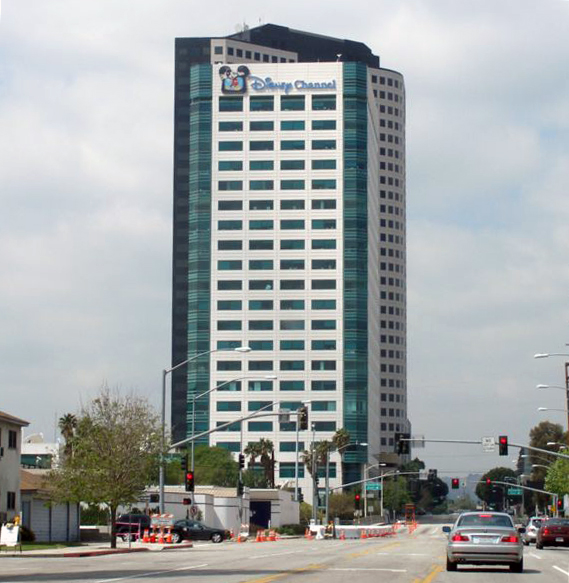
Sídlo Disney Channels Worldwide v Burbanku, Kalifornii.

- ABC Owned Television Stations Group
- ABC Family
- Disney Channels Worldwide
- Hyperion Books

### Parky a resorty
- Disneyland Resort
- Walt Disney World Resort
- Tokyo Disney Resort
- Disneyland Paris
- Hong Kong Disneyland
- Shangai Disney Resort
- Disney Cruise Line
- Disney Vacation Club
- Aulani, a Disney Resort & Spa
- Adventures by Disney
- Walt Disney Imagineering

### The Walt Disney Studios
- Walt Disney Studios Motion Pictures
- Marvel Studios
- Touchstone Pictures
- Disneynature
- Lucasfilm
- Walt Disney Animation Studios
- Pixar Animation Studios
- Disney Music Group
- Disney Theatrical Group

### Disney Consumer Products
- Disney Licensing
- Disney Publishing Worldwide
- Disney Store

### Disney Interactive
- Disney Interactive Media
- Disney Interactive Games

## Výkonný management

### Prezidenti

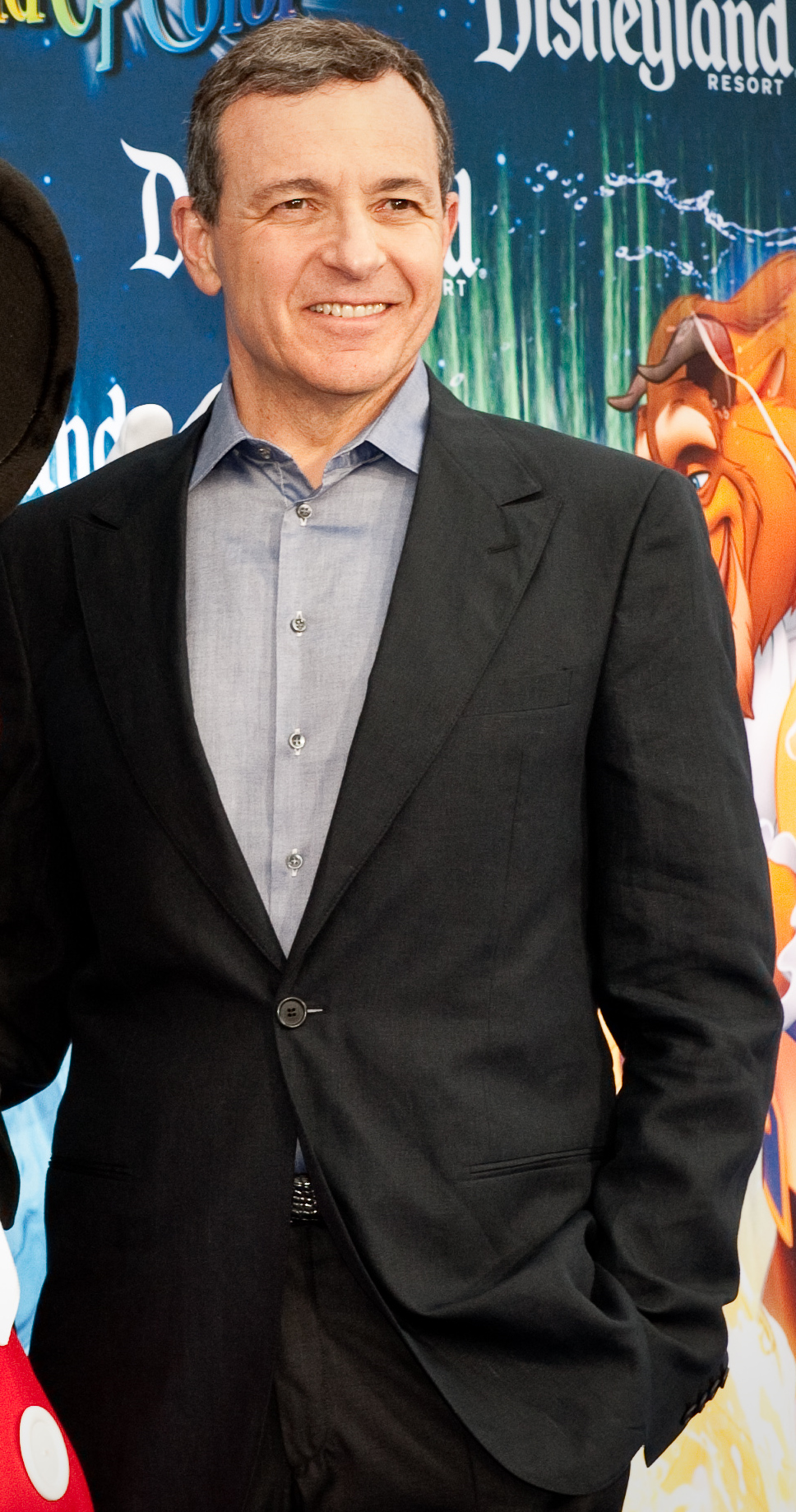
Bob Iger, současný předseda představenstva a CEO, do roku 2012 také prezident The Walt Disney Company.

- 1923–1966: Walt Disney
- 1966–1971: Roy O. Disney
- 1968–1972: Donn Tatum
- 1971–1977: Card Walker
- 1980–1984: Ron W. Miller
- 1984–1994: Frank Wells
- 1995–1997: Michael Ovitz
- 2000–2012: Robert Iger

### Výkonní ředitelé (CEO)
- 1929–1971: Roy O. Disney
- 1971–1976: Donn Tatum
- 1976–1983: Card Walker
- 1983–1984: Ron W. Miller
- 1984–2005: Michael Eisner
- 2005–nyní: Robert Iger

### Předsedové představenstva
Od roku 1945 do roku 1960 Walt a Roy Disney pozici předsedy představenstva sdíleli. Walt se jí vzdal roku 1960, aby se mohl více zaměřovat na kreativní aspekty směřování společnosti. Roy O. Disney pokračoval jako předseda představenstva a CEO.
- 1945–1960: Walt Disney
- 1945–1971: Roy O. Disney (sdílel pozici v letech 1945–1960)
- 1971–1980: Donn Tatum
- 1980–1983: Card Walker
- 1983–1984: Raymond Watson
- 1984–2004: Michael Eisner
- 2004–2006: George J. Mitchell
- 2007–2012: John E. Pepper mladší
- 2012–nyní: Robert Iger

### Místopředsedové představenstva
- 1984–2003: Roy E. Disney
- 1999–2000: Sanford Litvack (sdílel pozici)

## Související články

Logo skupiny Marvel, dceřiné společnosti The Walt Disney Company

### Provozní ředitelé
- 1984–1994: Frank Wells
- 1997–1999: Sanford Litvack
- 2000–2005: Robert Iger